# Pierre-Yves Roy-Desmarais
Pierre-Yves Roy-Desmarais, né le 23 septembre 1994 à Laval, est un humoriste, animateur et comédien québécois.

## Biographie
Né à Laval, Pierre-Yves Roy-Desmarais grandit à Lachenaie. Diplômé de l'École nationale de l'humour en 2017, il atteint, la même année, la finale d'En route vers mon premier gala Juste pour rire. L'année suivante, il présente au Zoofest son spectacle solo intitulé Bonjour. Ce même été, il participe à son premier gala Juste Pour Rire et ComediHa! Fest-Québec.
Il fait ses débuts à la télévision en 2017, sur l'émission ALT, de laquelle il devient animateur l'année suivante.
En 2019, il se retrouve  à la barre d'une émission intitulée 14 mille millions de choses à savoir, à Radio-Canada. La même année, il remporte aussi le tournoi de Roast Battle: Le grand duel, présenté à Ztélé et le prix du concours de la relève du Festival d'humour de l'Abitibi-Témiscamingue. Également, la même année, il devient collaborateur régulier à l’émission de radio Véronique et les fantastiques, sur les ondes de Rouge FM.
L'année suivante, en 2020, il écrit et interprète la chanson d'ouverture du Bye Bye, ce qu'il répétera l'année suivante, pour ensuite intégrer l'équipe officielle du Bye Bye en 2022.
En 2021, il lance son premier one-man-show, Jokes Chapeau Maman Magie Piano, pour lequel il remportera trois Olivier et deux Félix.
En 2023, il est sacré humoriste de l'année au Gala Les Olivier, puis offre une dernière représentation de son premier spectacle au Centre Bell devant 9000 spectateurs.
En 2023, l'humoriste offre gratuitement son spectacle Jokes Chapeau Maman Magie Piano sur Youtube.
En 2024, il anime le gala de l'ADISQ.
Il a été annoncé que Pierre Yves Roy Démarrais fera partie des quatre acteurs principaux de l’édition du Bye Bye 2025.

## Carrière

### Télévision
- 2017 - 2018 : ALT, Vrak : Collaborateur
- 2017 - 2018 : Mets-y le Paquet, V (réseau de télévision) : Complice
- 2017 - 2018 : Le Sommet Coors Light, RDS : Collaborateur
- 2018 : 5 Règles, Vrak : Collaborateur
- 2018 : Code G, Vrak : Collaborateur
- 2018 : Conseils de famille, Télé-Québec : Antoine
- 2018 - 2019 : ALT, Vrak : Animateur
- 2018 : OD+ En direct, V (réseau de télévision) : Collaborateur
- 2019 : Roast Battle, Ztélé
- 2019 : ‘'Open Mic de…’’ Katherine Levac, V (réseau de télévision)[16]
- 2019 : 14 mille millions de choses à savoir, Radio-Canada : Animateur
- 2019 : Faites-moi rire!, Radio-Canada : Collaborateur[17]
- 2020 : La semaine des 4 Julie, V (réseau de télévision) : Collaborateur
- 2020 : Le Livreur, ICI TOU.TV : Le Livreur
- 2020 : Les Suppléants, Télé-Québec : suppléant de mathématiques

- 2020 : Bye Bye
- 2021: Star Académie : L'Escouade Star Académie 2021[18]
- 2021 : Bye Bye
- 2021 - 2023 : Club Soly
- 2021 - 2023 : Complètement Lycée
- 2022 : Bye Bye

### Humour
- 2017 : En route vers mon premier gala Juste pour rire (Finaliste)
- 2018 : Gala Carte Blanche de Pier-Luc Funk, Juste Pour Rire][2]
- 2018 : Gala de Phil Roy, ComediHa! [3]
- 2019 : Gala Carte Blanche de Jay Du Temple, Juste Pour Rire[19]
- 2019 : Gala de Phil Roy, ComediHa![20]
- 2021: Premier spectacle solo, Jokes Chapeau Maman Magie Piano[21].

## Prix et distinctions
- 2017 : Zoofest, Spectacle de l'année (LOVE)
- 2018 : Zoofest, Coup de cœur du Jury (Bonjour)
- 2019 : Prix du public au concours de la relève du Festival d'humour de l'Abitibi-Témiscamingue[7]
- 2019 : Roast Battle : Le grand duel, Champion[6]
- 2019 : Zoofest, Prix Média (Beau Bébé)
- 2021 : Olivier, Capsule ou sketch web humoristique de l'année (BFF à distance avec David Beaucage)
- 2022 : Olivier, Capsule ou sketch web humoristique de l'année (Maman écrit)
- 2022 : Olivier, Numéro d'humour de l'année (Y'a personne)
- 2022 : Olivier, Découverte de l'année
- 2022 : Félix, Spectacle d’humour de l’année
- 2022 : Juste Pour Rire, Meilleur numéro (Sans Montage)
- 2023 : Olivier, Auteur de l’année - Spectacle d’humour (Jokes Chapeau Maman Magie Piano)[22]
- 2023 : Olivier, Spectacle d’humour de l’année (Jokes Chapeau Maman Magie Piano)
- 2023 : Olivier de l’année
- 2024 : Olivier, Meilleur texte : Capsule ou sketch web (Power Nap de David Beaucage)